# Dysstroma saturata
Dysstroma saturata är en fjärilsart som beskrevs av Müller 1931. Dysstroma saturata ingår i släktet Dysstroma och familjen mätare. Inga underarter finns listade i Catalogue of Life.